# 仁杉英

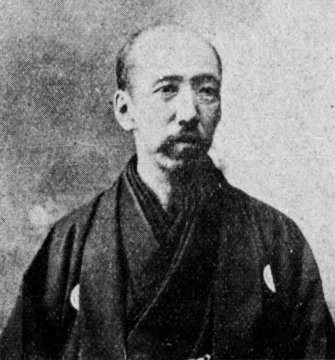
仁杉英

仁杉 英（ひとすぎ ひで、嘉永6年8月23日（1853年9月25日） - 大正10年（1921年）11月10日）は、日本の衆議院議員（壬寅会）、東京市区長。弁護士。

## 経歴
江戸町奉行所の与力の家に生まれ、1866年（慶応2年）に与力見習となった。明治維新後は市政裁判所、東京府などに出仕した。1870年（明治3年）、東京府中学に入学し、翌年からは洋学第一校でドイツ語を学んだ。1878年（明治11年）に代言人となり、のち弁護士の業務に従事した。
1887年（明治20年）より東京府会議員、日本橋区会議員、東京市会議員、同参事会員を歴任した。1897年（明治30年）、日本橋区長に任命され、翌年に浅草区長を兼務した。
1902年（明治35年）、区長を辞して、市会議員に再選され、議長に選出された。また同年、第7回衆議院議員総選挙に出馬し、当選を果たした。
1903年（明治36年）、深川区長に任命され、さらに本郷区長、本所区長、麹町区長を歴任した。